# Franciszek Stutzmann
Franciszek Józef Stutzmann (ur. 18 sierpnia 1882 w Oravița, zm. 3 marca 1967) – pułkownik piechoty Wojska Polskiego, kawaler Orderu Virtuti Militari.

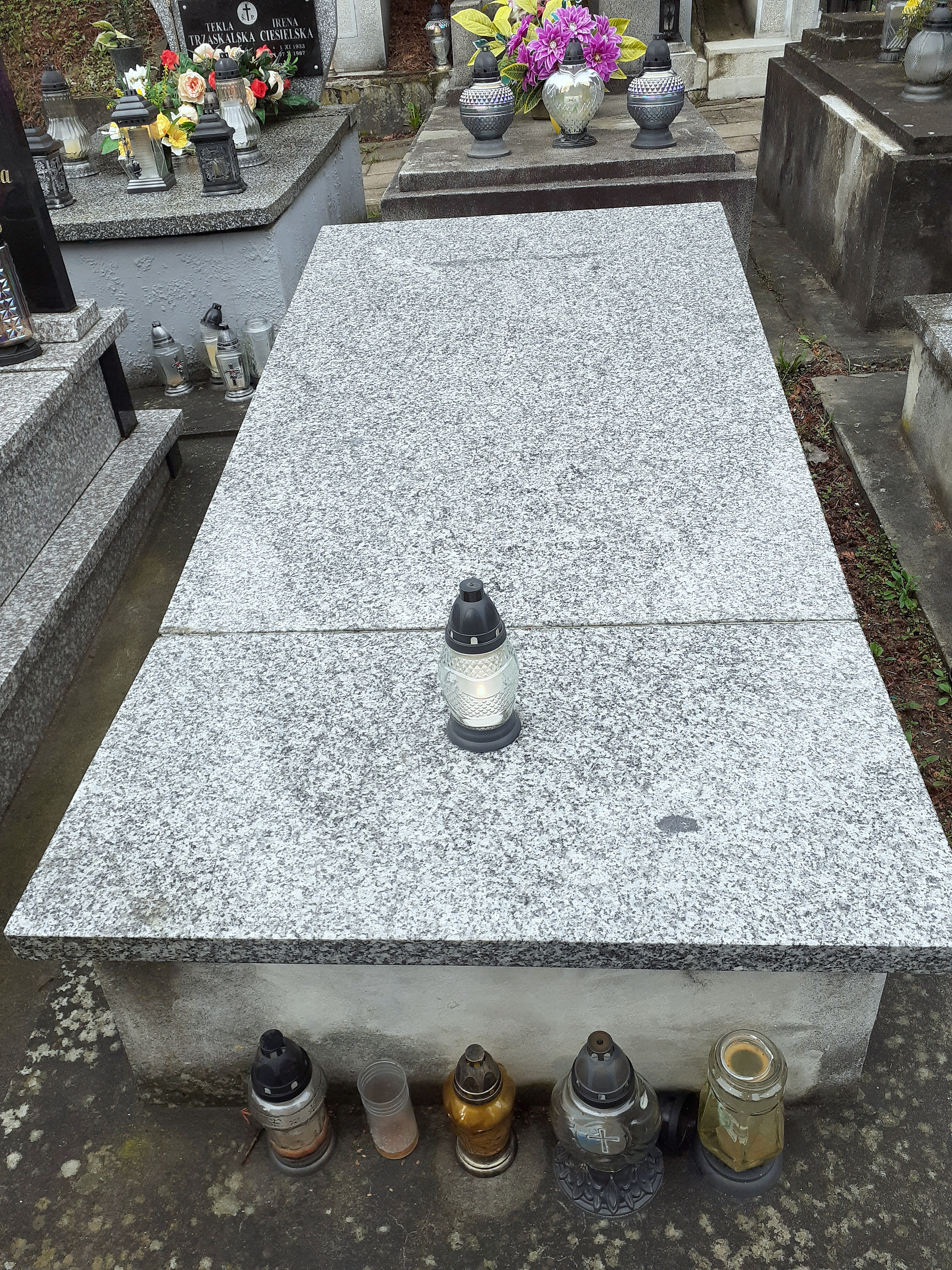
Grobowiec Franciszka i Wilhelmy Stutzmannów.

## Życiorys
Franciszek Józef Stutzmann urodził się 18 sierpnia 1882 w miejscowości Oravița (obecnie Rumunia), jako syn osiadłego tam niemieckiego osadnika Ferdynanda i Polki, Apolonii, z domu Gajdzicka. Franciszek Stutzmann miał dwie siostry.
Został absolwentem Szkoły Kadetów we Lwowie. Jako oficer c. i k. Armii został przydzielony do 85 węgierskiego pułku piechoty w Lewoczy. Tam poznał swoją późniejszą żonę. W latach 1912–1913 wziął udział w mobilizacji sił zbrojnych Monarchii Austro-Węgierskiej, wprowadzonej w związku z wojną na Bałkanach. W 1914 pełnił służbę w 3 batalionie 85 pp, detaszowanym w Rogaticy. W czasie służby w c. i k. Armii awansował na kolejne stopnie w korpusie oficerów piechoty: kadeta–zastępcy oficera (1 września 1903), podporucznika (1 listopada 1905), porucznika (1 maja 1911) i kapitana (1 maja 1915).
Po wstąpieniu do Wojska Polskiego, w stopniu kapitana, walczył w szeregach 2 pułku strzelców podhalańskich na wojnie polsko-bolszewickiej, za co otrzymał Krzyż Srebrny Orderu Wojennego Virtuti Militari. Od 1922 dowodził 2 pułkiem strzelców podhalańskich w Sanoku. 3 maja 1922 został zweryfikowany w stopniu pułkownika ze starszeństwem z dniem 1 czerwca 1919 i 120. lokatą w korpusie oficerów piechoty. W lipcu tego roku został przeniesiony do 84 pułku piechoty w Pińsku na stanowisko dowódcy pułku. 15 lipca został uroczyście pożegnany przez korpus oficerski pułku. W marcu 1923 został ponownie przeniesiony do 2 pułku strzelców podhalańskich na stanowisko dowódcy pułku. W tym roku został wybrany prezesem Społecznego Komitetu Budowy Domu Żołnierza w Sanoku. W latach 20. był przewodniczącym zarządu Towarzystwa Domu Żołnierza Polskiego w Sanoku. Uchwałą Rady Miejskiej w Sanoku z 24 marca 1927 został uznany przynależnym do gminy Sanok. 22 lipca 1927 został mianowany członkiem Oficerskiego Trybunału Orzekającego z jednoczesnym przeniesieniem do kadry oficerów piechoty. 12 marca 1929 został zwolniony z zajmowanego stanowiska i oddany do dyspozycji dowódcy Okręgu Korpusu Nr I. Z dniem 30 czerwca 1929 został przeniesiony w stan spoczynku.
W 1934 pozostawał w ewidencji Powiatowej Komendy Uzupełnień Przemyśl. Posiadał przydział do Oficerskiej Kadry Okręgowej Nr X. Był wówczas „przewidziany do użycia w czasie wojny”. 14 lutego 1938 został wybrany członkiem sądu honorowego przemyskiego gniazda „Sokoła”. 27 marca 1938 został wybrany członkiem zarządu Kongregacji Kupców w Przemyślu.
Franciszek Stutzmann zmarł 3 marca 1967 i został pochowany na cmentarzu komunalnym Zasanie w Przemyślu (kwatera 23, rząd 6, grób 11). W tym miejscu spoczęła też jego żona Wilhelma (zm. 1969). Przez wiele lat był to grób ziemny. W 2009 staraniem Towarzystwa Przyjaciół Przemyśla i Regionu został postawiony nagrobek.
Żoną Franciszka Stutzmanna została Węgierka, Wilhelmina, z domu Klimko, w latach 20. przewodnicząca zarządu kobiecego klubu sportowego „San” (zm. 1969). W 1929 rodzina osiedliła się w Przemyślu. W 1939 Franciszek Stutzmann zamieszkiwał przy ulicy Bolesława Chrobrego 60 w Przemyślu. Jedynym dzieckiem Franciszka i Wilhelminy Stuzmannów był Ferdynand Karol (1918-1994), kapitan pilot Wojska Polskiego (21 Eskadra Bombowa Lekka w 1939), Polskich Sił Zbrojnych na Zachodzie (Dywizjon 318).

## Ordery i odznaczenia
- Krzyż Srebrny Orderu Virtuti Militari nr 1370 (23 stycznia 1921)[31][26][32]
- Krzyż Walecznych z okuciem[26]
- Złoty Krzyż Zasługi – 10 listopada 1938 „za zasługi w służbie wojskowej”[33]
- Medal Pamiątkowy za Wojnę 1918–1921[26]
- Medal Dziesięciolecia Odzyskanej Niepodległości[26]
- Odznaka Przyczółek Kijów[26]
- Krzyż Zasługi Wojskowej 3 klasy z dekoracją wojenną i mieczami[34]
- Brązowy Medal Zasługi Wojskowej z mieczami na wstążce Krzyża Zasługi Wojskowej[34]
- Krzyż Wojskowy Karola[34]
- Krzyż Pamiątkowy Mobilizacji 1912–1913[5]
- Krzyż Jubileuszowy Wojskowy[8]